# دير الزيتونة (القدس)
دير الزيتونة أو دير مار آركنجل هو دير مخصص للراهبات الأرمنيات الكاثوليك يقع داخل أسوار البلدة القديمة لمدينة القدس، في حارة الأرمن، شرق كاتدرائية القديس يعقوب للأرمن.